# حاسوب لوحي

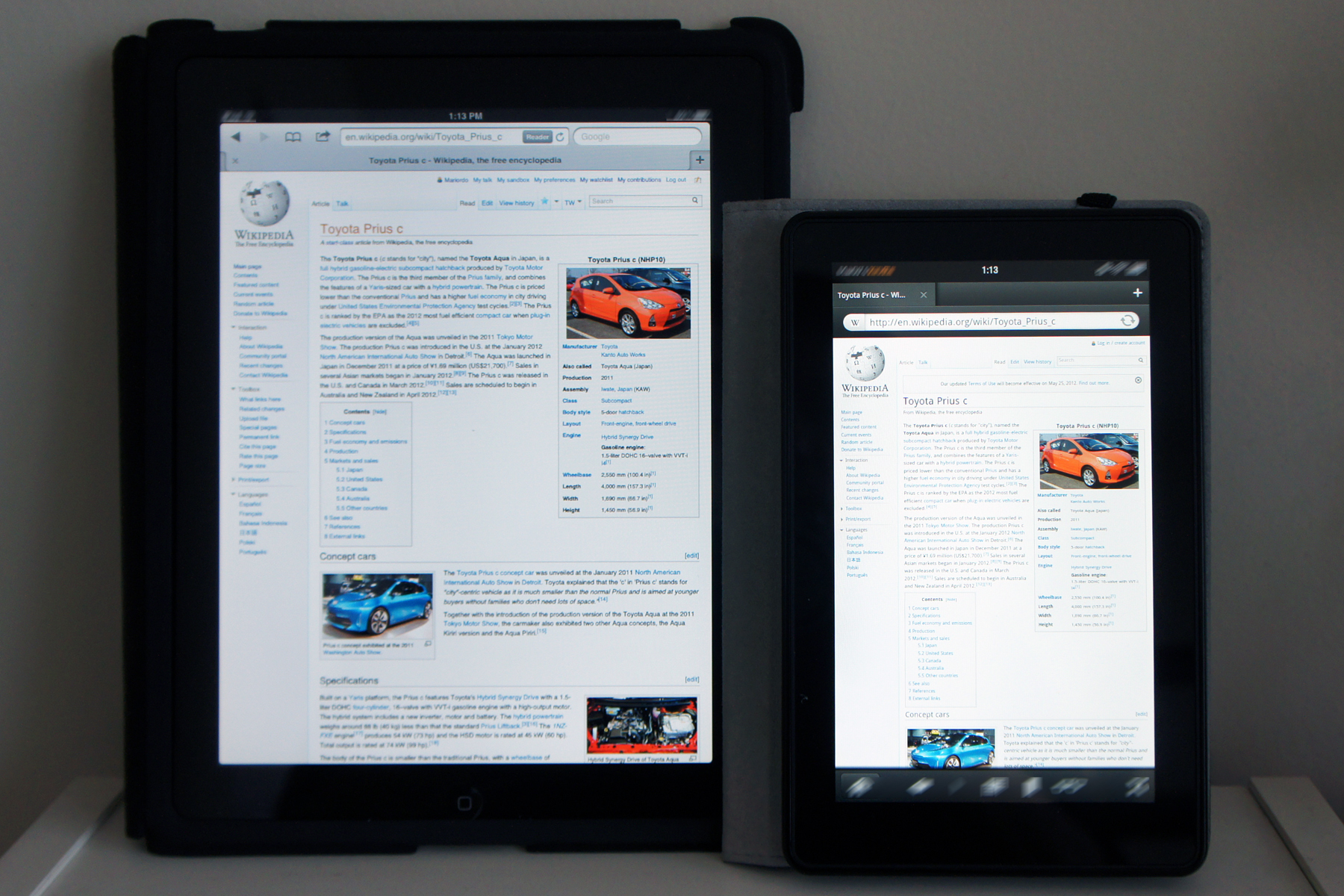
جهاز آي باد من أبل (يسار) وأمازون فاير، وهما جهازان حاسوبيان لوحيان مشهوران.

الحاسوب اللوحي أو الجهاز اللوحي (بالإنجليزية: tablet computer)‏ (نقحرة: تابلت) هو جهاز محمول، عادةً ما يكون مزودًا بنظام تشغيل محمول ودوائر معالجة شاشة تعمل باللمس، وبطارية قابلة لإعادة الشحن في حزمة واحدة رفيعة ومسطحة.  تتمتع الأجهزة اللوحية، كونها أجهزة حاسوب، بقدرات مماثلة، ولكنها تفتقر إلى بعض قدرات الإدخال/الإخراج (I/O) التي يتمتع بها الآخرون. تشبه الأجهزة اللوحية الحديثة إلى حد كبير الهواتف الذكية الحديثة، والاختلافات الوحيدة هي أن الأجهزة اللوحية أكبر نسبيًا من الهواتف الذكية، مع شاشات مقاس 7 بوصات (18 سم) أو أكبر، مقاسة قطريًا، وقد لا يدعم الوصول إلى الشبكة الخلوية. على عكس أجهزة الحاسوب المحمولة (التي تعمل تقليديًا بأنظمة التشغيل المصممة عادةً لأجهزة الحاسوب المكتبية)، تعمل الأجهزة اللوحية عادةً على تشغيل أنظمة تشغيل الأجهزة المحمولة، إلى جانب الهواتف الذكية.
يتم تشغيل شاشة اللمس عن طريق الإيماءات التي يتم تنفيذها بواسطة الإصبع أو القلم الرقمي، بدلاً من الماوس أو لوحة اللمس ولوحة المفاتيح في أجهزة الحاسوب الكبيرة. يمكن تصنيف أجهزة الحاسوب المحمولة وفقًا لوجود ومظهر لوحات المفاتيح الفعلية. هناك نوعان من الأجهزة اللوحية، وهما الجهاز اللوحي والكتيب، لا يحتويان على لوحات مفاتيح فعلية ويقبلان عادةً النص والمدخلات الأخرى عن طريق استخدام لوحة المفاتيح الافتراضية التي تظهر على شاشات اللمس الخاصة بهما. للتعويض عن افتقارها إلى لوحة مفاتيح فعلية، يمكن لمعظم الأجهزة اللوحية الاتصال بلوحات مفاتيح فعلية مستقلة عن طريق البلوتوث أو الناقل التسلسلي العام؛ تحتوي أجهزة الحاسوب الشخصية 2 في 1 على لوحات مفاتيح مختلفة عن الأجهزة اللوحية.
تم تصور شكل الجهاز اللوحي في منتصف القرن العشرين (صور ستانلي كوبريك الأجهزة اللوحية الخيالية في فيلم الخيال العلمي عام 1968، 2001: رحلة فضائية) وتم تصميمه وتطويره في العقدين الأخيرين من ذلك القرن. في عام 2010، أصدرت شركة أبل جهاز آي باد، وهو أول جهاز لوحي يتم طرحه في الأسواق بكميات كبيرة ويحقق شعبية واسعة النطاق. بعد ذلك، انتشرت الأجهزة اللوحية بسرعة في كل مكان وسرعان ما أصبحت فئة منتجات كبيرة تستخدم في التطبيقات الشخصية والتعليمية وفي أماكن العمل. تشمل الاستخدامات الشائعة للحاسوب اللوحي عرض العروض التقديمية وعقد مؤتمرات الفيديو وقراءة الكتب الإلكترونية ومشاهدة الأفلام ومشاركة الصور والمزيد. اعتبارًا من عام 2021، هناك 1.28 مليار مستخدم للأجهزة اللوحية في جميع أنحاء العالم وفقًا للبيانات المقدمة من ستاتيستا، بينما تمتلك شركة أبل أكبر حصة في سوق الشركات المصنعة تليها سامسونج ولينوفو.

## تاريخ

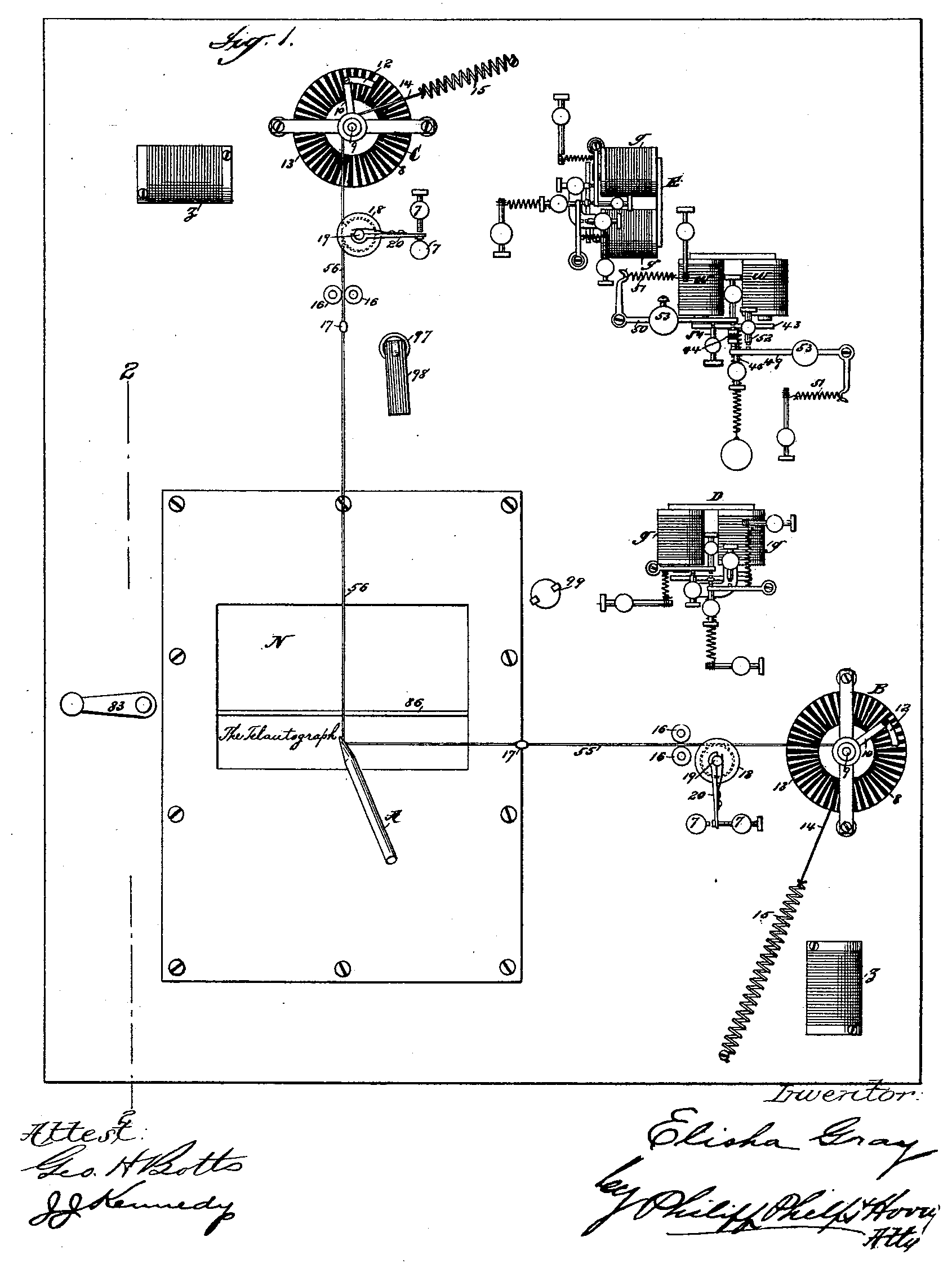
التلغراف 1888، مخطط براءة الاختراع

بدأ الحاسوب اللوحي ونظام التشغيل المرتبط به مع تطور الحوسبة بالقلم. الأجهزة الكهربائية التي تحتوي على إدخال وإخراج البيانات على شاشة عرض مسطحة للمعلومات كانت موجودة في وقت مبكر من عام 1888 مع التلغراف،
والتي استخدمت ورقة كعرض وقلم متصل بالمحركات الكهروميكانيكية. طوال القرن العشرين، تم تصور وإنشاء الأجهزة التي تتمتع بهذه الخصائص، سواء على شكل مخططات أولية أو نماذج أولية أو منتجات تجارية. بالإضافة إلى العديد من الأنظمة الأكاديمية والبحثية، أصدرت العديد من الشركات منتجات تجارية في الثمانينيات، مع تجربة أنواع مختلفة من المدخلات والمخرجات.

### الحواسيب اللوحية الخيالية والنماذج الأولية
ظهرت أجهزة الحاسوب اللوحية في عدد من أعمال الخيال العلمي في النصف الثاني من القرن العشرين؛ وقد ساعد كل ذلك في تعزيز المفهوم ونشره على نطاق أوسع من الجمهور. الأمثلة تشمل:
- وصف إسحق عظيموف لوحة الآلة الحاسبة في روايته الأساس (1951)
- وصف ستانيسلاف ليم الأوبتون في روايته العودة من النجوم (1961).
- تم تصوير العديد من الأجهزة المماثلة في فيلم ستار تريك: السلسلة الأصلية (1966) للمخرج جين رودينبيري.
- لوحة أخبار آرثر سي كلارك[10] تم تصويره في فيلم ستانلي كوبريك 2001: رحلة فضائية (1968)
- وصف دوغلاس آدامز جهاز حاسوب لوحي في دليل المسافر إلى المجرة والكوميديا المرتبطة به التي تحمل الاسم نفسه (1978)
- مسلسل الخيال العلمي التلفزيوني ستار تريك: الجيل القادم يتميز بأجهزة الحاسوب اللوحية التي صُنِّفَت على أنها أجهزة PADD، وتتميز (كما هو الحال مع معظم أجهزة الحاسوب في العرض) باستخدام واجهة شاشة تعمل باللمس، مع وبدون قلم (1987)[11]
- ظهر جهاز أقوى من الأجهزة اللوحية الحالية لفترة وجيزة في فيلم القذى في عين الإله (1974)[12]
- تتميز سلسلة حرب النجوم بوجود لوحات بيانات، تم وصفها لأول مرة مطبوعة في رواية "وريث الإمبراطورية" لعام 1991، وتم تصويرها على الشاشة في الفيلم الروائي لعام 1999، حرب النجوم: الحلقة الأولى - تهديد الشبح

علاوة على ذلك، هناك مشاريع واقعية إما مقترحة أو تم إنشاؤها لأجهزة حاسوب لوحية، مثل:
- في عام 1968، تصور عالم الحاسوب آلان كاي جهاز KiddiComp؛[13][14] قام بتطوير ووصف المفهوم بأنه دينابوك في اقتراحه، حاسوب شخصي للأطفال من جميع الأعمار (1972)،[15] الذي يحدد وظيفة مشابهة لتلك التي يتم توفيرها عبر جهاز حاسوب محمول، أو (في بعض تجسيداته الأخرى) جهاز لوحي أو حاسوب لوحي، باستثناء عمر البطارية شبه الأبدي. وكان الجمهور المستهدف الأطفال.
- في عام 1979، تم تسجيل براءة اختراع فكرة الحاسوب اللوحي الذي يعمل باللمس والذي يمكنه اكتشاف قوة خارجية مطبقة على نقطة واحدة على الشاشة في اليابان من قبل فريق في شركة هيتاشي يتكون من ماساو هوتا، ويوشيكازو مياموتو، ونوريو يوكوزاوا، ويوشيميتسو أوشيما، الذين حصلوا لاحقًا على جائزة الولايات المتحدة الأمريكية. براءة اختراع لفكرتهم.[16]
- في عام 1992، عرضت شركة أتاري للمطورين جهاز ستيلس، والذي أعيدت تسميته فيما بعد بـ ST-Pad . استندت ST-Pad إلى منصة TOS/GEM Atari ST ونموذج أولي للتعرف على الكتابة اليدوية. أظهرت شركة مومنتوس التابعة لشيراز شيفجي في نفس الوقت جهاز حاسوب Pen Computer يعتمد على نظام التشغيل MS-DOS x86 مع واجهة المستخدم الرسومية الخاصة به (GUI).[17]
- في عام 1994، أطلق الاتحاد الأوروبي مشروع نيوس باد، المستوحى من أعمال كلارك وكوبريك الخيالية.[18] قامت شركة Acorn Computers بتطوير وتقديم حاسوب لوحي بشاشة تعمل باللمس يعتمد على ARM لهذا البرنامج، ووصفته بـ "نيوس باد". انتهى المشروع في عام 1997.[19]
- خلال معرض كومديكس في نوفمبر 2000، استخدمت مايكروسوفت مصطلح الحاسوب اللوحي لوصف نموذج أولي لجهاز محمول كانوا يقومون بعرضه.[20][21][22]
- في عام 2001، أعلنت شركة إريكسون للاتصالات المتنقلة عن منتج تجريبي اسمه دلفي باد، تم تطويره بالتعاون مع مركز الاتصالات اللاسلكية في سنغافورة، مزود بشاشة حساسة للمس، ونيتسكيب نافيجاتور كمتصفح ويب، ولينكس كنظام تشغيل خاص به.[23][24]

### الحواسيب اللوحية المبكرة

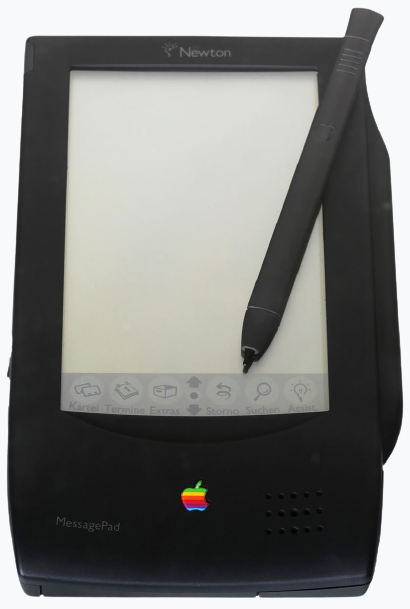
الحاسوب اللوحي نيوتن ميساج باد من أبل، أول جهاز لوحي من إنتاج شركة أبل، تم إصداره في عام 1993

متابعة منتجات الحاسوب اللوحي السابقة مثل بينسبت بينباد، والكاتب اليدوي سي آي سي، في سبتمبر 1989، أصدرت جريد سيستمس أول حاسوب لوحي ناجح تجاريًا، جريدباد. تعتمد جميع المنتجات الثلاثة على إصدارات موسعة من نظام التشغيل إم إس-دوس. في عام 1992، أعلنت شركة آي بي إم (في أبريل) وشحنت للمطورين (في أكتوبر) جهاز ThinkPad 700T (2521)، الذي كان يدير نظام التشغيل بنبوينت التابع لشركة جو. يعتمد أيضًا على بنبوينت جهاز أو بيرسونيل كومنكيتر الخاص بشركة إيه تي آند تي منذ عام 1993، والذي كان يعمل على أجهزة إيه تي آند تي الخاصة، بما في ذلك وحدة المعالجة المركزية إيه تي آند تي هوبيت الخاصة بها. أطلقت شركة أبل الحاسوب المساعد الرقمي الشخصي أبل نيوتن في عام 1993. واستخدم نظام التشغيل نيوتن أو إس الجديد الخاص بشركة أبل، والذي كان يعمل في البداية على الأجهزة المصنعة بواسطة موتورولا ويتضمن وحدة المعالجة المركزية أي إر إم، التي شاركت أبل في تطويرها خصيصًا مع أكورن كمبيوترز. تم ترخيص نظام التشغيل وتصميم النظام الأساسي لاحقًا لشركة شارب وديجيتال أوشن، اللتين واصلتا تصنيع المتغيرات الخاصة بهما.
لقد حظيت الحوسبة بالقلم بترويج كبير من قبل وسائل الإعلام خلال أوائل التسعينيات. أصدرت شركة مايكروسوفت، الشركة المهيمنة على برامج الحاسوب، نظام التشغيل ويندوز للحوسبة بالقلم في عام 1992 للتنافس مع نظام بنبوينت أو إس. أطلقت الشركة مشروع وينباد، بالعمل مع مصنعي المعدات الأصلية مثل كومباك، لإنشاء جهاز صغير مزود بنظام تشغيل يشبه ويندوز وميزة التعرف على الكتابة اليدوية. لكن تم التخلي عن المشروع بعد عامين. بدلاً من ذلك، تم إصدار ويندوز سي إي في شكل "أجهزة حاسوب محمولة" في عام 1996. في ذلك العام، أصدرت شركة بالم. أول جهاز PDA يعمل باللمس والقلم القائم على نظام التشغيل بالم أو إس، وهي الأجهزة التي تعمل باللمس والتي تشتمل في البداية على وحدة المعالجة المركزية موتورولا دراغون بول 68000. أيضًا في عام 1996، أصدرت فوجيتسو جهاز الحاسوب اللوحي ستيليستك 1000، الذي يعمل بنظام التشغيل مايكروسوفت ويندوز 95، على وحدة معالجة مركزية AMD486 DX4 بسرعة 100 ميجاهرتز، مع ذاكرة وصول عشوائي (RAM) سعة 8 ميجابايت توفر إدخال القلم، مع خيار توصيل لوحة المفاتيح والماوس التقليديين. أعلنت إنتل عن سترونج أي إر إم حاسوب لوحي يعمل باللمس يعتمد على المعالج في عام 1999، تحت اسم ويب باد. تمت إعادة تسميته لاحقًا باسم "إنتل ويب تابلت". في عام 2000، قامت الشركة النرويجية سكرين ميديا أي إس والشركة الألمانية Dosch & Amand Gmbh بإصدار "فريباد". كان يعتمد على لينكس ويستخدم متصفح أوبرا. تم توفير الوصول إلى الإنترنت بواسطة DECT DMAP، وهو متاح فقط في أوروبا ويتم تقديمه بسرعة تصل إلى 10 ميجابايت/ثانية. يحتوي الجهاز على مساحة تخزين 16 ميجا بايت وذاكرة وصول عشوائي 32 ميجا بايت ووحدة تحكم دقيقة متوافقة مع x86 بسرعة 166 ميجا هرتز "جيود" بواسطة شركة ناشيونال سيمكوندكتور. كانت الشاشة 10.4 بوصة أو 12.1 بوصة وكانت حساسة للمس. كان يحتوي على فتحات لبطاقات SIM لتمكين دعم صندوق إعداد التلفزيون. تم بيع فريباد في النرويج والشرق الأوسط. ولكن تم حل الشركة في عام 2003. وأصدرت شركة سوني جهازها اللوحي آير بوارد في اليابان في أواخر عام 2000 مزودًا بإمكانيات الإنترنت اللاسلكية الكاملة.

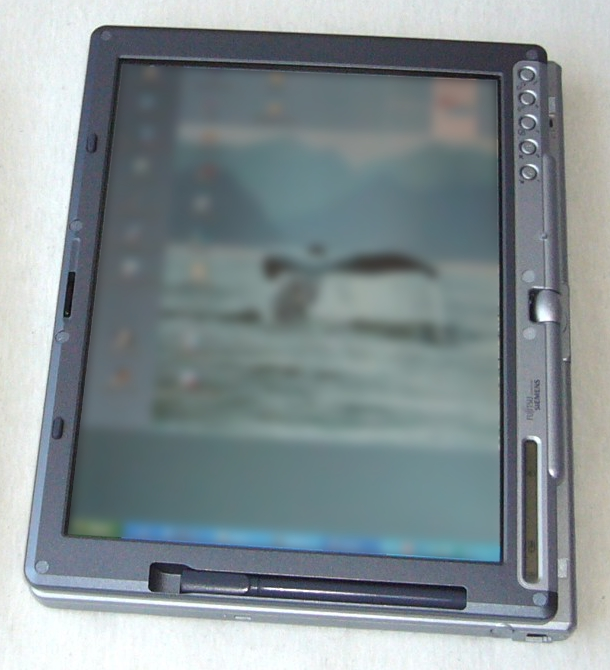
الحاسوب اللوحي فوجيتسو سيمنز لايف بوك يعمل بنظام التشغيل ويندوز إكس بي، وتم إصداره في عام 2003

في أواخر التسعينيات، أطلقت شركة مايكروسوفت منصة الحاسوب المحمول باستخدام نظام التشغيل ويندوز سي إي الخاص بها؛ في حين أن معظم الأجهزة لم تكن أجهزة لوحية، فقد تم إصدار عدد قليل من الأجهزة اللوحية التي تعمل باللمس على النظام الأساسي مثل فوجيتسو بنسنترا 130 أو سيمباد من شركة سيمنز. اتخذت مايكروسوفت نهجًا أكثر أهمية فيما يتعلق بالأجهزة اللوحية في عام 2002 عندما حاولت تعريف حاسوب مايكروسوفت اللوحي كجهاز حاسوب محمول للعمل الميداني في مجال الأعمال التجارية، على الرغم من فشل أجهزتهم، ويرجع ذلك أساسًا إلى قرارات التسعير وسهولة الاستخدام التي قصرتها على غرضها الأصلي - مثل كون الأجهزة الحالية ثقيلة جدًا بحيث لا يمكن حملها بيد واحدة لفترات طويلة، وإنشاء تطبيقات قديمة لواجهات سطح المكتب وغير مكيفة بشكل جيد إلى تنسيق القائمة.

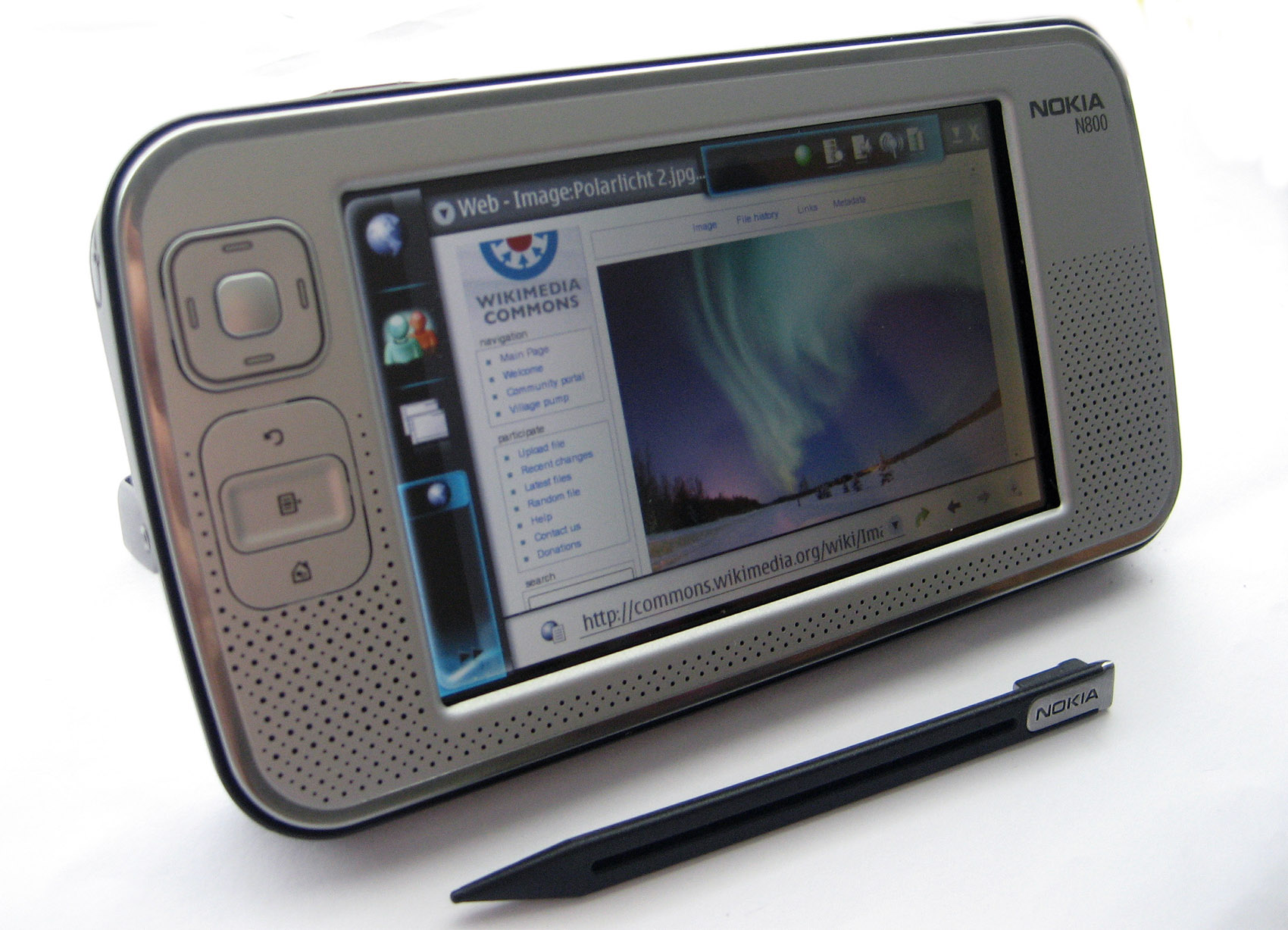
جهاز نوكيا N800، الجهاز اللوحي الثاني الذي تصنعه شركة نوكيا

كان لدى نوكيا خطط لحاسوب لوحي متصل بالإنترنت منذ ما قبل عام 2000. تم تصنيع نموذج مبكر في عام 2001، وهو نوكيا M510، والذي كان يعمل على EPOC ويتميز بمتصفح أوبرا ومكبرات صوت وشاشة مقاس 10 بوصات بدقة 800 × 600، لكنه لم يكن كذلك. تم إصداره بسبب مخاوف من أن السوق لم يكن جاهزًا لذلك. دخلت نوكيا مجال الأجهزة اللوحية في مايو 2005 مع هاتف نوكيا 770 الذي يعمل بنظام مايمو، وهو توزيع لينكس قائم على ديبيان مصمم خصيصًا لخط الأجهزة اللوحية عبر الإنترنت. كانت واجهة المستخدم وطبقة إطار التطبيق، المسماة هيلدون، مثالًا مبكرًا لمنصة برمجية للحوسبة العامة في جهاز لوحي مخصص لاستهلاك الإنترنت. لكن نوكيا لم تلتزم بها باعتبارها المنصة الوحيدة لأجهزتها المحمولة المستقبلية وتنافس المشروع مع منصات داخلية أخرى واستبدلتها لاحقًا بالسلسلة 60. استخدمت نوكيا مصطلح حاسوب لوحي للإنترنت للإشارة إلى جهاز معلومات محمول يركز على استخدام الإنترنت واستهلاك الوسائط، في نطاق يتراوح بين المساعد الرقمي الشخصي (PDA) والحاسوب الشخصي المحمول للغاية (UMPC). لقد صنعوا هاتفين محمولين، نوكيا N900 الذي يعمل بنظام مايمو، وN9 الذي يعمل بنظام ميجو.
قبل إصدار آي باد، قدمت شركة أيكسيوترون ما بعد البيع، تم تعديله كثيرًا من أبل ماكبوك يسمى مودبوك، وهو حاسوب لوحي يعمل بنظام التشغيل ماك أو إس إكس. يستخدم مودبوك جهاز إنكويل من أبل للتعرف على الكتابة اليدوية والإيماءات، ويستخدم أجهزة الرقمنة من واكوم. لكي يتمكن نظام التشغيل ماك أو إس إكس من التحدث إلى جهاز التحويل الرقمي الموجود على الجهاز اللوحي المدمج، تم تزويد مودبوك ببرنامج تشغيل تابع لجهة خارجية.
بعد إطلاق الحاسوب المحمول الفائق، بدأت إنتل مبادرة جهاز الإنترنت المحمول، والتي أخذت نفس الجهاز ودمجته مع تكوين لينكس اللوحي. قامت شركة إنتل بتطوير نظام التشغيل موبلين خفيف الوزن (لينكس المحمول) بعد الإطلاق الناجح لسلسلة Atom CPU على أجهزة الحاسوب المحمولة. في عام 2010، قامت نوكيا وإنتل بدمج مشروعي مايمو وموبلين لتشكيل ميجو، وهو نظام تشغيل قائم على لينكس يدعم أجهزة الحاسوب المحمولة والأجهزة اللوحية. أول جهاز لوحي يستخدم ميجو كان نيوفوني ويتاب الذي تم إطلاقه في سبتمبر 2010 في ألمانيا. استخدم ويتاب نسخة موسعة من نظام التشغيل ميجو يسمى ويتاب أو إس. يضيف نظام التشغيل ويتاب أوقات تشغيل لنظامي أندرويد وأدوبي أير ويوفر واجهة مستخدم خاصة محسنة لجهاز ويتاب. في 27 سبتمبر 2011، أعلنت مؤسسة لينكس أنه سيتم استبدال ميجو في عام 2012 بواسطة تيزن.

### الحواسيب اللوحية الحديثة

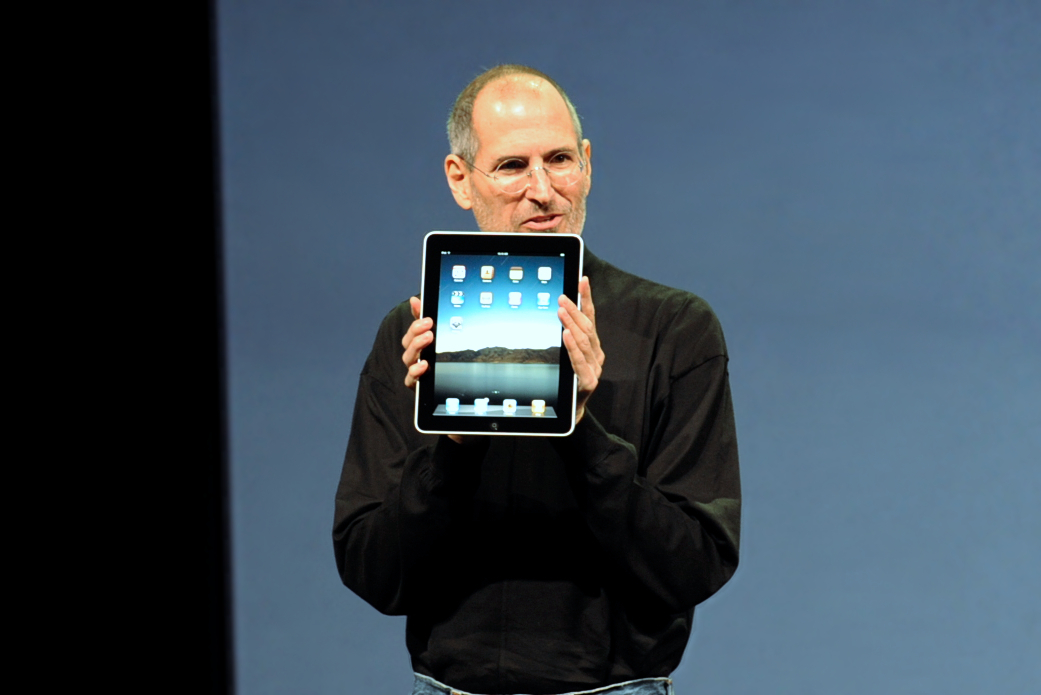
ستيف جوبز يقدم جهاز آي باد في سان فرانسيسكو في 27 يناير 2010

كان نظام أندرويد هو أول الأنظمة الأساسية المهيمنة لأجهزة الحاسوب اللوحية في حقبة العقد الأول من القرن الحادي والعشرين التي وصلت إلى السوق. في عام 2008، ظهرت الخطط الأولى للأجهزة اللوحية التي تعمل بنظام أندرويد. تم إطلاق المنتجات الأولى في عام 2009. وكان من بينها جهاز أركوس 5، وهو طراز بحجم الجيب مزود بشاشة تعمل باللمس مقاس 5 بوصات، تم إصداره لأول مرة مع نظام تشغيل خاص ثم تم إصداره لاحقًا (في عام 2009) مع أندرويد 1.4. تم إصدار كامانجي ويب ستيشن في الربع الثاني من عام 2009. وظهر أول جهاز لوحي LTE يعمل بنظام أندرويد في أواخر عام 2009 وتم تصنيعه بواسطة آي سي دي لصالح فيرايزون. كانت هذه الوحدة تسمى إلترا، ولكن تم إصدار نسخة تسمى فيجا في نفس الوقت تقريبًا. كان لدى إلترا شاشة مقاس 7 بوصات بينما كان حجم شاشة فيجا 15 بوصة. تبع ذلك العديد من المنتجات في عام 2010. وانتظرت العديد من الشركات المصنعة إصدار أندرويد هني كومب، الذي تم تكييفه خصيصًا للاستخدام مع الأجهزة اللوحية، والذي ظهر لأول مرة في فبراير 2011.
غالبًا ما يُنسب الفضل لشركة أبل في تحديد فئة جديدة من أجهزة المستهلك باستخدام آي باد، للأجهزة اللوحية في السنوات التالية، وكان الجهاز اللوحي الأكثر نجاحًا وقت إصداره. تم اختبار أجهزة آي باد والأجهزة المنافسة من قبل الجيش الأمريكي في عام 2011 وتمت الموافقة عليه للاستخدام الآمن في عام 2013. أدى ظهورها لأول مرة في عام 2010 إلى دفع الأجهزة اللوحية إلى الاتجاه السائد. تبع ذلك جهاز جالاكسي تاب من سامسونج وآخرون، لتواصل الاتجاهات نحو الميزات المذكورة أعلاه. في مارس 2012، ذكرت مجلة بي سي أن 31% من مستخدمي الإنترنت في الولايات المتحدة يمتلكون جهازًا لوحيًا، يُستخدم بشكل أساسي لعرض المحتوى المنشور مثل الفيديو والأخبار. وكان خط الأجهزة الأكثر مبيعًا هو جهاز آي باد من أبل، حيث تم بيع 100 مليون جهاز بين إصداره في أبريل 2010 ومنتصف أكتوبر 2012. لكن حصة آي باد في السوق (عدد الوحدات) انخفضت إلى 36% في عام 2013 مع ارتفاع حصة أجهزة أندرويد اللوحية إلى 62%. بلغ حجم مبيعات أجهزة أندرويد اللوحية 121 مليون جهاز، بالإضافة إلى 52 مليون جهاز، بين عامي 2012 و2013 على التوالي.العلامات التجارية الفردية لأجهزة نظام التشغيل أندرويد أو الأجهزة المتوافقة تتبع آي باد مع أمازون كيندل فاير مع 7 ملايين، وبارنز أند نوبلز نوك مع 5 ملايين.
تم الإعلان عن بلاك بيري بلاي بوك في سبتمبر 2010 والذي كان يشغل نظام التشغيل بلاك بيري تابلت أو إس. تم إصدار بلاك بيري بلاي بوك رسميًا للمستهلكين الأمريكيين والكنديين في 19 أبريل 2011. أعلنت شركة هيوليت-باكارد أن تاتش باد، الذي يعمل بنظام ويب أو إس 3.0 على وحدة المعالجة المركزية كوالكوم سناب دراغون بسرعة 1.2 جيجاهرتز، سيتم إصداره في يونيو 2011. في 18 أغسطس 2011، هيوليت-باكارد أعلنت عن وقف إنتاج تاتش باد، بسبب تباطؤ المبيعات. في عام 2013، أعلنت مؤسسة موزيلا عن نموذج أولي لنموذج الحاسوب اللوحي مع شركة فوكسكون والذي يعمل على نظام التشغيل فيرفكس أو إس. تم إيقاف نظام فيرفكس أو إس في عام 2016. ألمح كننيكل إلى أن أوبونتو سيكون متاحًا على الأجهزة اللوحية بحلول عام 2014. في فبراير 2016، كان هناك إصدار تجاري للحاسوب اللوحي BQ Aquaris Ubuntu باستخدام نظام التشغيل أوبونتو تاتش. أنهت شركة كننيكل دعمها للمشروع بسبب قلة اهتمام السوق في 5 أبريل 2017 ثم تم اعتماده من قبل يو بي بورتس كمشروع مجتمعي.
اعتبارًا من فبراير 2014، كان 83% من مطوري تطبيقات الأجهزة المحمولة يستهدفون الأجهزة اللوحية، لكن 93% من المطورين كانوا يستهدفون الهواتف الذكية. وبحلول عام 2014، قيل إن حوالي 23% من شركات التعاملات بين الشركات قامت بنشر الأجهزة اللوحية للأنشطة المتعلقة بالمبيعات، وفقًا لتقرير استطلاع أجرته شركة Corporate Visions. كان جهاز آي باد يستخدم الأغلبية في أمريكا الشمالية وأوروبا الغربية واليابان وأستراليا ومعظم الأمريكتين. كانت الأجهزة اللوحية التي تعمل بنظام التشغيل أندرويد أكثر شيوعًا في معظم أنحاء آسيا (باستثناء الصين وروسيا) وإفريقيا وأوروبا الشرقية.في عام 2015، لم ترتفع مبيعات الأجهزة اللوحية. ظلت شركة أبل أكبر بائع لكن حصتها في السوق انخفضت إلى أقل من 25٪. قال نائب رئيس سامسونج، غاري رايدنج، في أوائل عام 2016، إن الأجهزة اللوحية تعمل بشكل جيد فقط بين أولئك الذين يستخدمونها في العمل. كانت النماذج الأحدث أكثر تكلفة ومصممة للوحة المفاتيح والقلم، مما يعكس الاستخدامات المتغيرة. اعتبارًا من أوائل عام 2016، سيطر نظام أندرويد على السوق بنسبة 65%. واحتلت شركة أبل المركز الثاني بنسبة 26%، بينما احتل ويندوز المركز الثالث بنسبة 9% المتبقية. في عام 2018، من بين 4.4 مليار جهاز حاسوبي، استحوذ نظام أندرويد على 2 مليار جهاز، وآي أو إس على مليار جهاز، والباقي عبارة عن أجهزة حاسوب بأشكال مختلفة (سطح المكتب أو الحاسوب المحمول أو الحاسوب اللوحي)، تعمل بأنظمة تشغيل مختلفة (ويندوز، وماك أو إس، وكروم أو إس، ولينكس، إلخ.).
منذ أوائل عام 2020، بدأت شركات مختلفة مثل سامسونج في إدخال التكنولوجيا القابلة للطي في أجهزتها اللوحية.

## أنواع

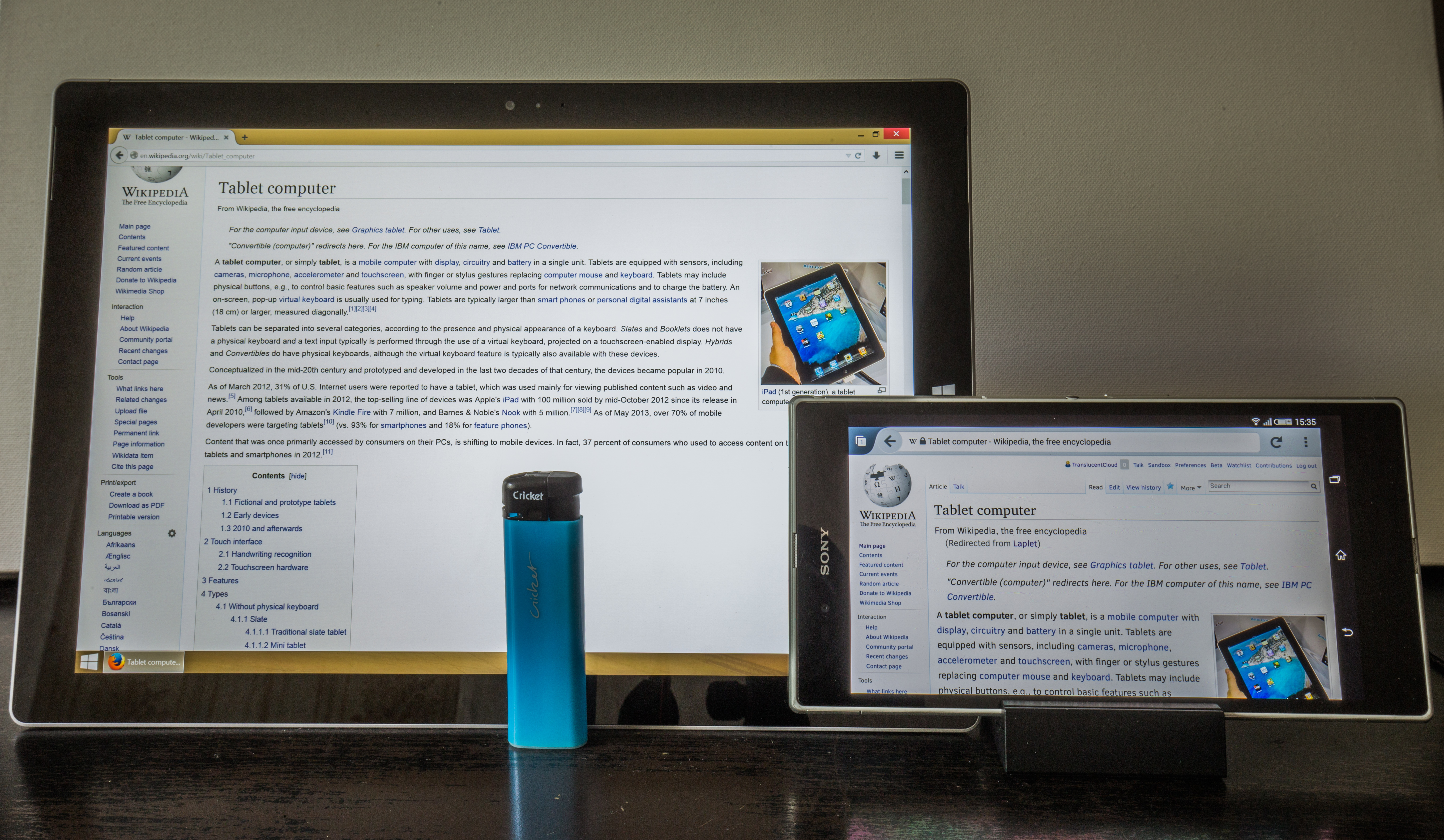
أنواع الأجهزة اللوحية المتقاطعة من عام 2014: جهاز مايكروسوفت سارفيس برو 3 وسوني اكسبيريا زد الترا فابلت، بجانب ولاعة زرقاء عامة لمقارنة الحجم

يمكن تجميع الأجهزة اللوحية بشكل فضفاض في عدة فئات حسب الحجم الفعلي ونوع نظام التشغيل المثبت وتكنولوجيا الإدخال والإخراج والاستخدامات.

### اللوح
يختلف حجم اللوح، لكن اللوح يبدأ بـ 6 بوصات (حوالي 15 سم). تتضمن بعض الطرز في الفئة الأكبر من 10 بوصات (25 سم) سامسونج جالكسي تاب برو 12.2 مقاس 12.2 بوصة (31 سم)، توشيبا أكسسايت مقاس 13.3 بوصة (33 سم) وديل إكس بي إس 18 بحجم 18.4 بوصة (47 سم). اعتبارًا من مارس 2013، كان أنحف جهاز لوحي في السوق هو سوني إكسبيريا تابلت زد بسمك 0.27 بوصة (6.9 ملم) فقط. في 9 سبتمبر 2015، أصدرت شركة أبل جهاز آي باد برو بحجم شاشة 12.9 بوصة (33 سم)، وهو أكبر من جهاز آي باد العادي.

### الحواسيب اللوحية المصغرة

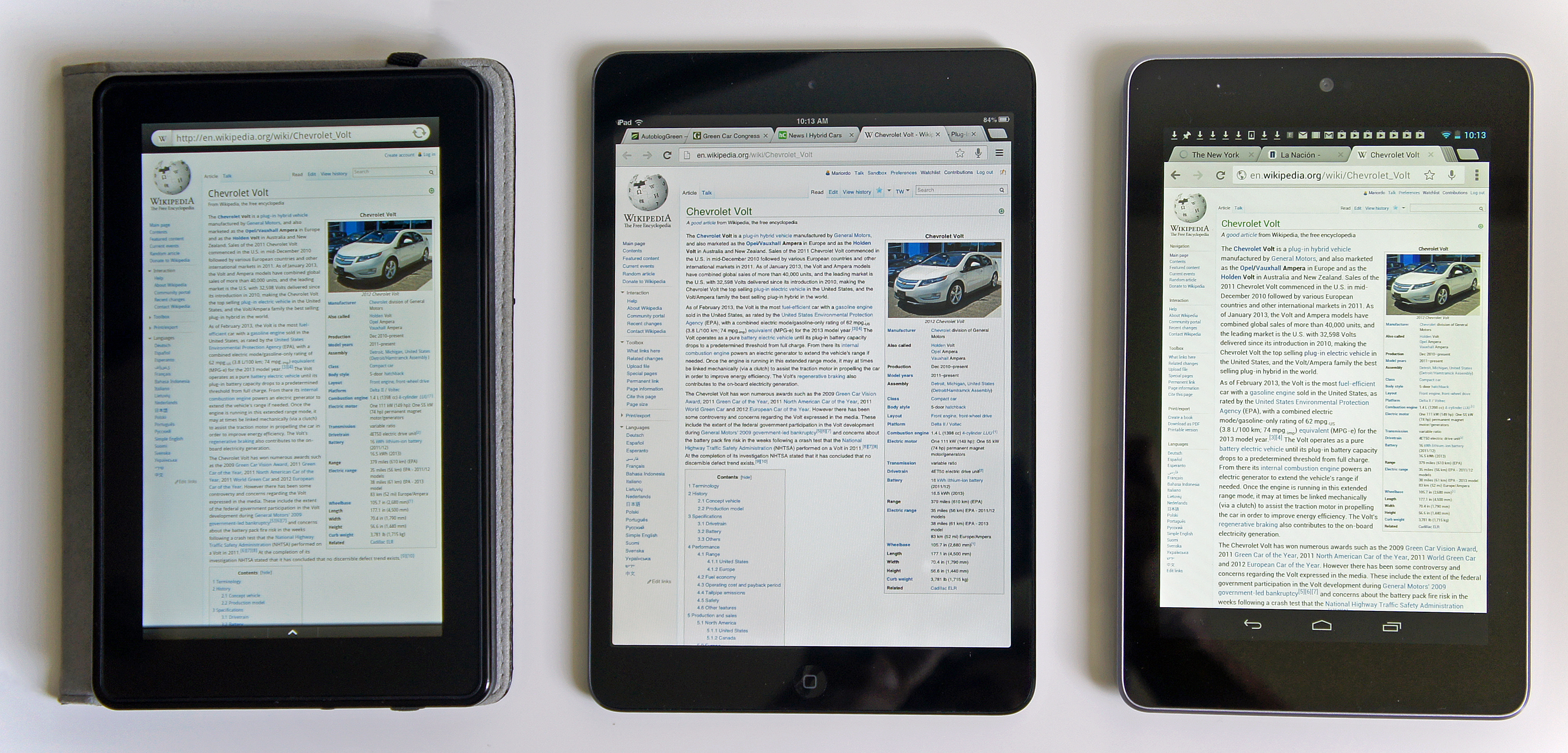
مقارنة بين عدة أجهزة حاسوب لوحية صغيرة: أمازون كيندل فاير (يسار)، آي باد ميني(وسط)، وجوجل نكسس 7 (يمين)

الأجهزة اللوحية الصغيرة أصغر حجمًا وأقل وزنًا من الأجهزة اللوحية، وتتراوح أحجام شاشاتها النموذجية بين 7 إلى 8 بوصات (18 إلى 20 سم). تم تقديم أول أجهزة لوحية صغيرة ناجحة تجاريًا بواسطة أمازون.كوم (كيندل فاير)،شركة: بارنز أند نوبل (تابلت نوك)،وسامسونج (جالاكسي تاب) في عام 2011؛ وجوجل (نكسس 7) في عام 2011. تعمل بشكل مماثل للأجهزة اللوحية العادية ولكن بمواصفات أقل مقارنة بها.
في 14 سبتمبر 2012، أصدرت شركة أمازون نسخة مطورة من كيندل فاير، كيندل فاير إتش دي، مع دقة شاشة أعلى والمزيد من الميزات مقارنة بسابقه، ومع ذلك تبقى 7 بوصات فقط. في أكتوبر 2012، أصدرت شركة أبل جهاز آي باد ميني بحجم شاشة 7.9 بوصة، أي أصغر بحوالي 2 بوصة من جهاز آي باد العادي، ولكنه أقل قوة من جهاز آي باد 3 الحالي. في 24 يوليو 2013، أصدرت جوجل نسخة مطورة من جهاز نكسس 7، مع شاشة FHD، وكاميرات مزدوجة، ومكبرات صوت استريو، والمزيد من دقة الألوان، وتحسين الأداء، والشحن اللاسلكي المدمج، ومتغير مع دعم 4G LTE لـإيه تي آند تي، تي-موبايل وفيريزون. في سبتمبر 2013، قامت أمازون بتحديث جهاز فاير اللوحي باستخدام كيندل فاير اتش دي اكس. في نوفمبر 2013، أصدرت شركة أبل جهاز آي باد ميني 2، الذي ظل بحجم 7.9 بوصة ويتوافق تقريبًا مع أجهزة آي باد إير.

### هاتف لوحي (فابلت)
الهواتف الذكية والأجهزة اللوحية هي أجهزة متشابهة، وتتميز بأنها تحتوي عادةً على شاشات أصغر وتفتقر معظم الأجهزة اللوحية إلى إمكانية الشبكة الخلوية. منذ عام 2010، تم إصدار هواتف ذكية تعمل باللمس مع شاشات أكبر من 5 بوصات. ويعتبر هذا الحجم بشكل عام أكبر من الهاتف الذكي التقليدي، مما أدى إلى إنشاء الفئة الهجينة من الفابلت من قبل فوربس وغيرها من المنشورات. "فابلت" هو مزيج من كلمتي "الهاتف" و"الحاسوب اللوحي".
في وقت تقديم أجهزة الفابلت الأولى، كان لديهم شاشات بحجم 5.3 إلى 5.5 بوصة، ولكن اعتبارًا من عام 2017، تعتبر أحجام الشاشات التي تصل إلى 5.5 بوصة نموذجية. من أمثلة أجهزة الفابلت من عام 2017 وما بعده سلسلة سامسونج جالكسي نوت (الموديلات الأحدث مقاس 5.7 بوصة)،إل جي إف 10/إف 20 (5.7 بوصة)، سوني اكسبيريا إكس أي الترا (6 بوصة)، هواوي ميت 9 (5.9 بوصة)، وجهاز هواوي أونور (ميديا باد) إكس 2 (7 بوصة).

### حاسوب محمول متبدل (حاسوب 2 في 1)

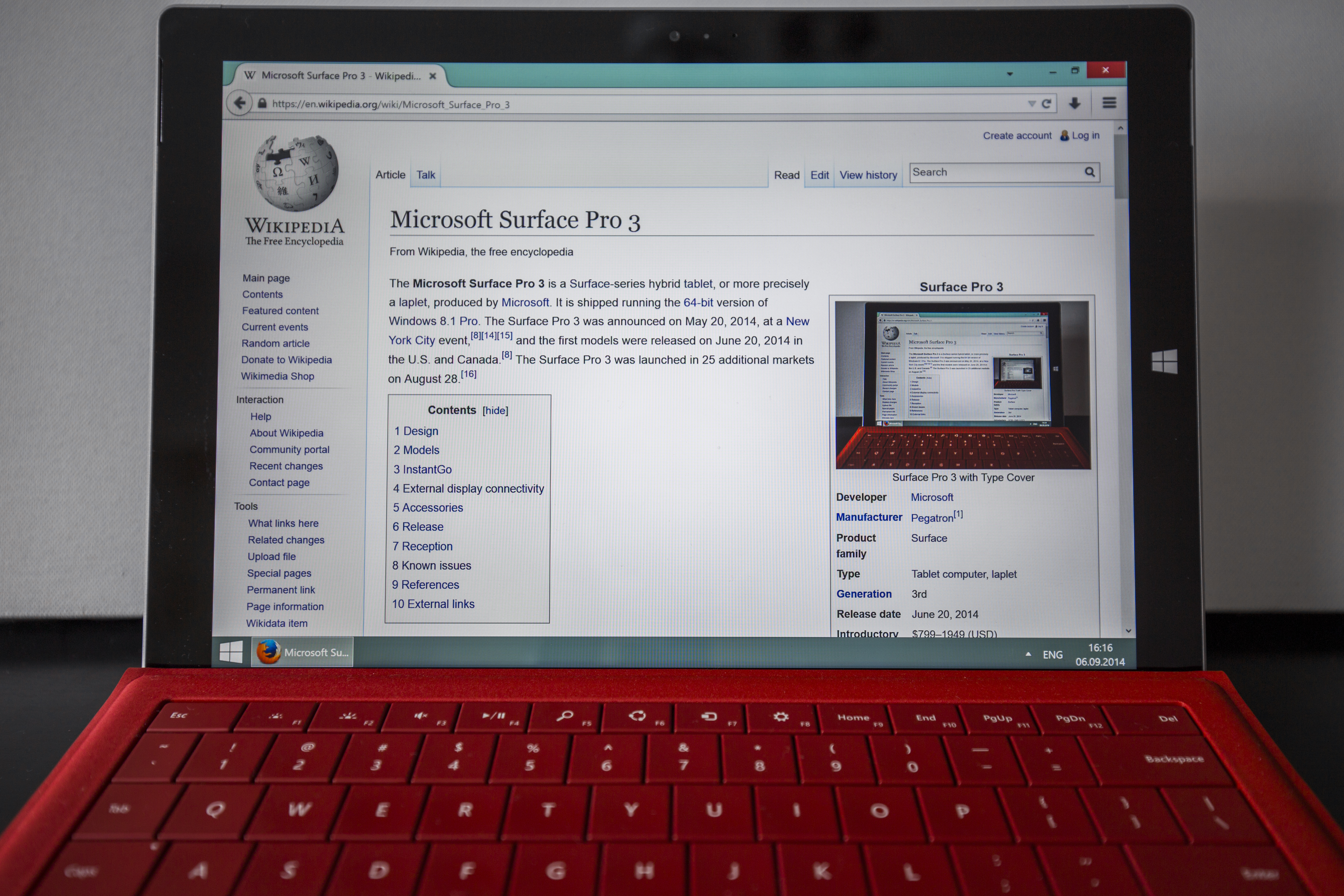
مايكروسوفت سارفيس برو 3، جهاز لوحي بارز 2 في 1 قابل للفصل

جهاز الحاسوب 2 في 1 هو جهاز هجين أو مزيج من الحاسوب اللوحي والحاسوب المحمول الذي يحتوي على ميزات كليهما. تختلف أجهزة الحاسوب الشخصية 2 في 1 عن الأجهزة اللوحية، وتحتوي جميعها على لوحات مفاتيح فعلية، ولكن يمكن إخفاؤها عن طريق طيها للخلف وتحت شاشة اللمس ("2 في 1 قابلة للتحويل") أو قابلة للفصل ("2 في 1 قابلة للفصل"). يمكن لأجهزة 2 في 1 أيضًا عرض لوحة مفاتيح افتراضية على شاشات اللمس الخاصة بها عندما تكون لوحات المفاتيح الفعلية مخفية أو منفصلة. تحتوي بعض أجهزة 2 في 1 على معالجات وأنظمة تشغيل مثل تلك الموجودة في أجهزة الحاسوب المحمولة، مثل ويندوز 10، مع التمتع بمرونة التشغيل كجهاز لوحي. علاوة على ذلك، قد تحتوي أجهزة 2 في 1 على منافذ إدخال/إخراج نموذجية للحاسوب المحمول، مثل USB 3 ومنفذ العرض، ويمكن توصيلها بالأجهزة الطرفية التقليدية للحاسوب الشخصي وشاشات العرض الخارجية. تُستخدم الأجهزة اللوحية البسيطة بشكل أساسي كأجهزة لاستهلاك الوسائط، بينما تتمتع أجهزة 2 في 1 بالقدرة على استهلاك الوسائط وإنشاء المحتوى، وبالتالي يُطلق على أجهزة 2 في 1 غالبًا أجهزة الحاسوب المحمول أو أجهزة الحاسوب البديلة لسطح المكتب.
هناك نوعان من 2 في 1:

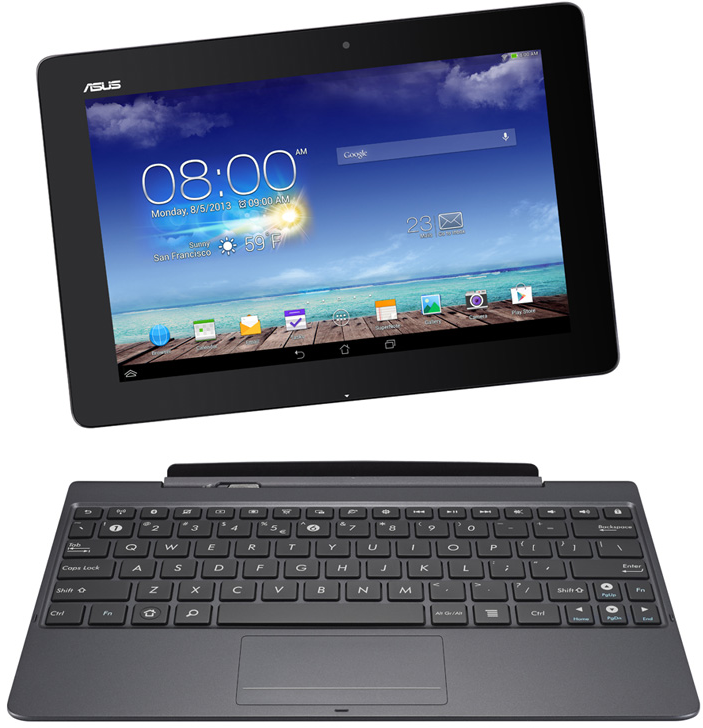
آسوس ترانسفورمر باد، جهاز لوحي 2 في 1 قابل للفصل، مدعوم من نظام التشغيل أندرويد

- القابلة للتحويل تتميز بتصميم هيكل يمكن من خلاله إخفاء لوحة المفاتيح الفعلية عن طريق قلب/طي لوحة المفاتيح خلف الهيكل. تشمل الأمثلة أجهزة الحاسوب 2 في 1 من سلسلة لينوفو يوجا.
- القابلة للفصل أو الهجينة تحتوي على لوحات مفاتيح فعلية يمكن فصلها عن الهيكل الخاص بها، حتى أثناء تشغيل الجهاز الذي يضم إمكانات جهازين في جهاز واحد. تشمل الأمثلة أجهزة الحاسوب 2 في 1 من سلسلة آسوس ترانسفورمر باد آند بوك، وآي باد برو، ومايكروسوفت سارفيس بوك وسارفيس برو.

### حاسوب لوحي للألعاب

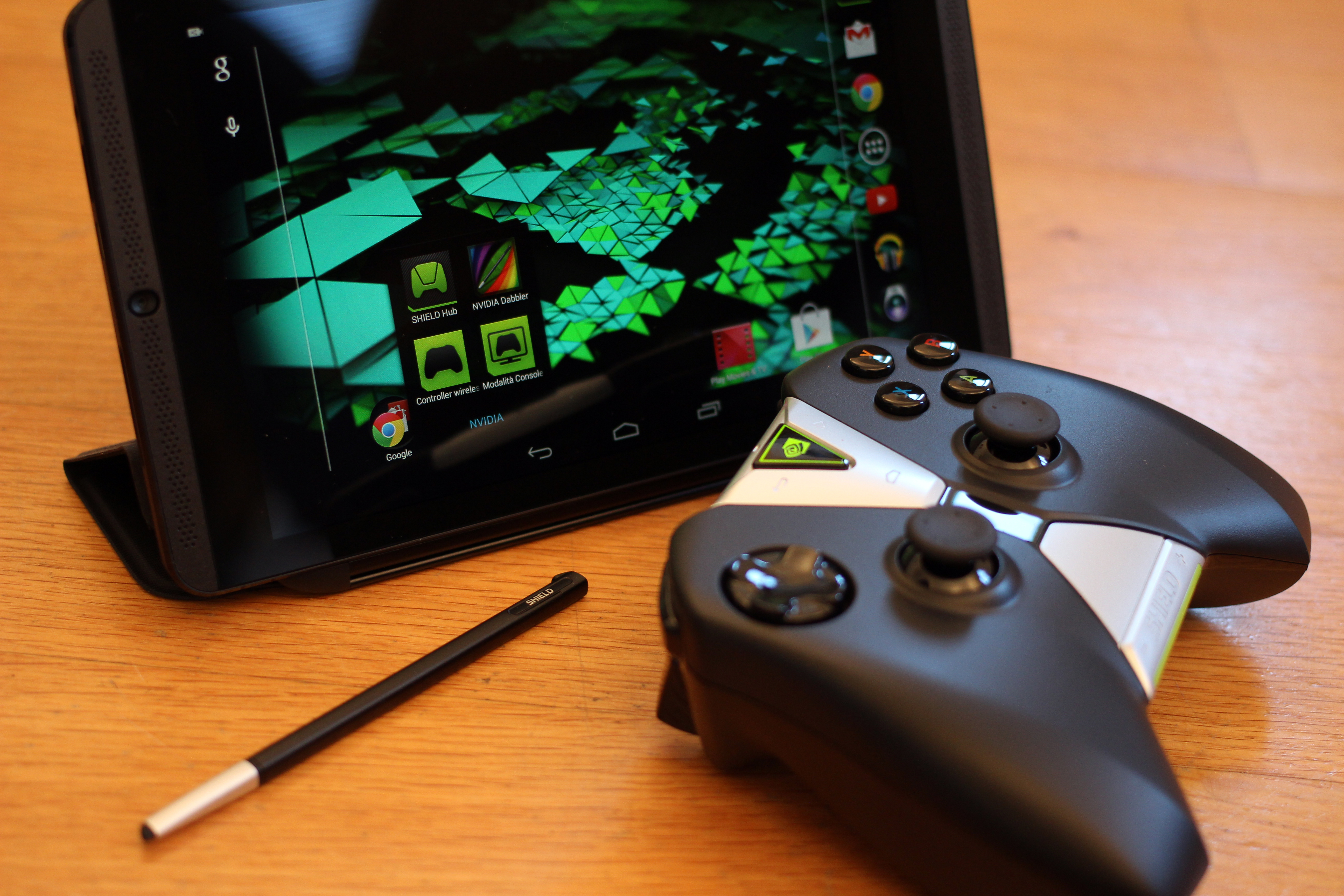
حاسوب نفيديا شيلد اللوحي، جهاز لوحي مميز للألعاب

يتم تعديل بعض الأجهزة اللوحية عن طريق إضافة أزرار لوحة الألعاب الفعلية مثل لوحة الاتجاهات وعصي الإبهام للحصول على تجربة لعب أفضل مع شاشة اللمس وجميع الميزات الأخرى للحاسوب اللوحي النموذجي. تستهدف معظم هذه الأجهزة اللوحية تشغيل ألعاب نظام التشغيل الأصلية وألعاب المحاكاة. يعد جهاز حاسوب نفيديا شيلد اللوحي، المزود بشاشة مقاس 8 بوصات (200 ملم) ويعمل بنظام أندرويد، مثالاً على ذلك. يقوم بتشغيل ألعاب أندرويد التي تم شراؤها من متجر جوجل بلاي. يمكن أيضًا بث ألعاب الحاسوب الشخصي إلى الجهاز اللوحي من أجهزة الحاسوب المزودة ببعض الطرز المتطورة من بطاقات الفيديو التي تعمل بنظام نفيديا. وحدة التحكم الهجينة نينتندو سويتش هي أيضًا جهاز لوحي للألعاب يعمل على برنامج النظام الخاص بها، وتتميز بوحدات تحكم جوي-كون قابلة للفصل مع عناصر تحكم في الحركة وثلاثة أوضاع للعب: وضع الطاولة باستخدام المسند، ووضع الإرساء التقليدي/التلفزيون، والوضع المحمول باليد. على الرغم من أنها ليست عامل شكل جهاز لوحي فعلي نظرًا لأحجامها، إلا أن بعض وحدات التحكم المحمولة الأخرى بما في ذلك الإصدار الأصغر من نينتندو سويتش ونينتندو سويتش لايت وبلاي ستيشن فيتا يتم التعامل معها على أنها جهاز لوحي للألعاب أو بديل للحاسوب اللوحي من قبل المجتمع والمراجع/الناشر بسبب قدراتهم على تصفح الإنترنت وإمكانيات الوسائط المتعددة.

### كتيب
الكتيبات عبارة عن أجهزة حاسوب لوحية ذات شاشة لمس مزدوجة ذات تصميم صدفي يمكن طيه مثل الحاسوب المحمول. تشمل الأمثلة مايكروسوفت كورير الذي تم إيقافه في عام 2010، جهاز سوني تابلت بي (يُعتبر فاشلاً)، وتوشيبا ليبريتو دبليو 100.

### حاسوب لوحي مخصص للأعمال
تم تصميم أجهزة الحاسوب اللوحية المخصصة للأعمال خصيصًا لتلبية الاحتياجات الخاصة لعملاء الأعمال من منظور الأجهزة والبرامج، ويتم تسليمها في معاملة تجارية بين الشركات. على سبيل المثال، في مجال الأجهزة، قد تجد شركة النقل أن وحدة نظام تحديد المواقع العالمي (GPS) المخصصة للمستهلكين في الحاسوب اللوحي الجاهز لا توفر دقة كافية، لذلك يمكن تخصيص الجهاز اللوحي ودمجه بهوائي احترافي لتوفير إشارة GPS أفضل. يمكن أيضًا أن تكون هذه الأجهزة اللوحية متينة للاستخدام الميداني. على سبيل المثال، قد تقوم شركة النقل نفسها بإزالة وظائف برمجية معينة في نظام أندرويد، مثل متصفح الإنترنت، لتقليل التكاليف الناجمة عن استهلاك بيانات الشبكة الخلوية غير الضرورية للموظف، وإضافة برنامج مخصص لإدارة الحزم. قد تتطلب التطبيقات الأخرى شاشة لمس مقاومة وأجهزة وبرامج خاصة أخرى.

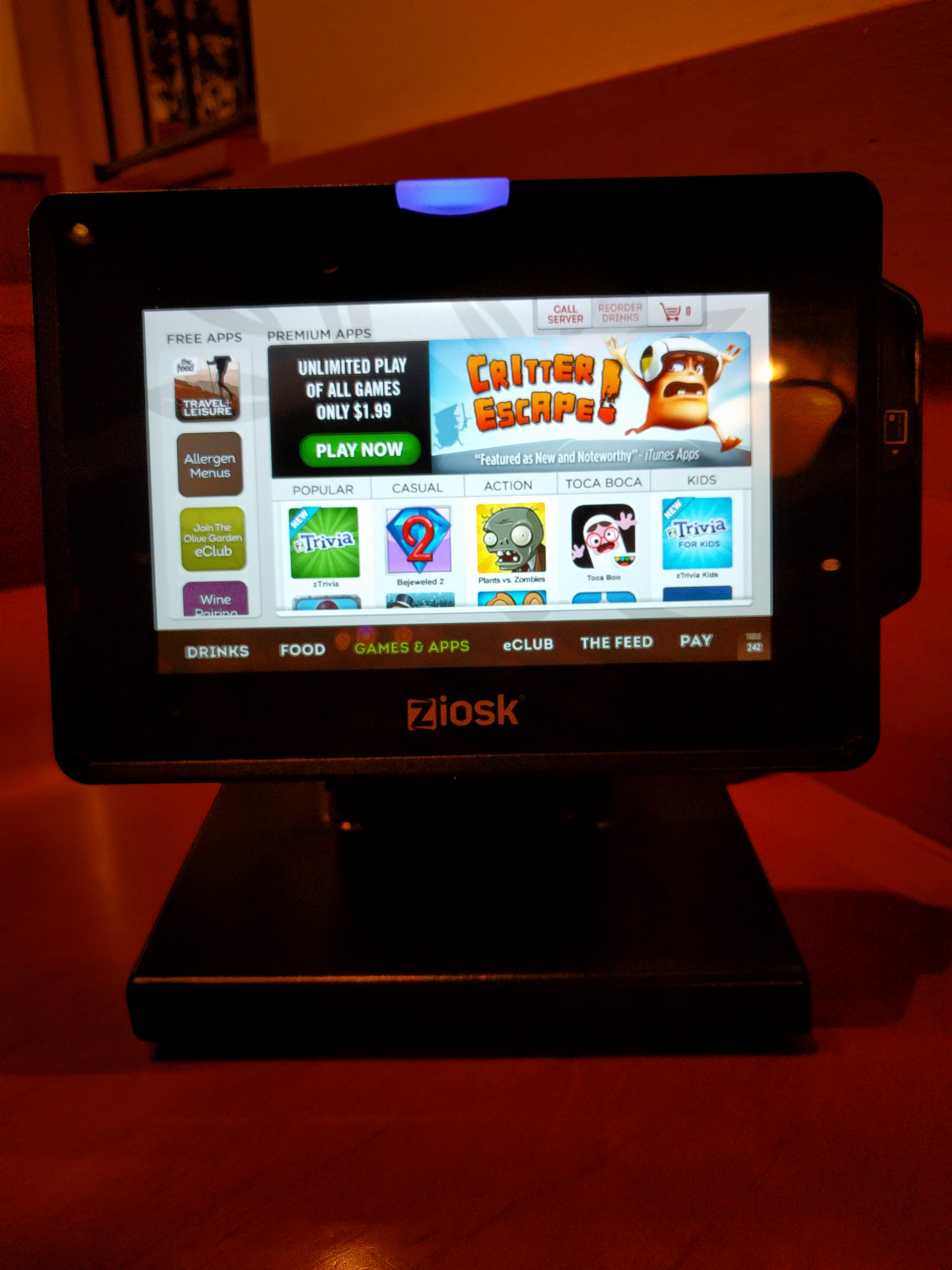
ألعاب على طاولة زيوسك لطلب الحاسوب اللوحي في مطعم أوليف جاردن

الحاسوب اللوحي لطلب الطاولة هو حاسوب لوحي بشاشة تعمل باللمس مصمم للاستخدام في المطاعم غير الرسمية. تتيح هذه الأجهزة للمستخدمين طلب الطعام والمشروبات وممارسة الألعاب ودفع فاتورتهم. منذ عام 2013، أصبحت سلاسل المطاعم بما في ذلك تشيليز، أوليف جاردن وريد روبن لقد اعتمدوها. اعتبارًا من عام 2014، كانت العلامتان التجاريتان الأكثر شهرة هما زيوسك وبريستو. وقد تعرضت الأجهزة لانتقادات من قبل الخوادم التي تدعي أن بعض المطاعم تحدد ساعات عملها بناءً على تعليقات العملاء في مجالات لا علاقة لها بالخدمة.

### قارئ إلكتروني
يمكن لأي جهاز يمكنه عرض النص على الشاشة أن يعمل كقارئ إلكتروني. في حين أن أجهزة القراءة الإلكترونية التقليدية مصممة في المقام الأول لغرض قراءة الكتب الإلكترونية والدوريات الرقمية، فإن أجهزة القراءة الإلكترونية الحديثة التي تستخدم نظام تشغيل الهاتف المحمول مثل أندرويد قد دمجت وظائف حديثة بما في ذلك تصفح الإنترنت وقدرات الوسائط المتعددة؛ على سبيل المثال، يعد هواوي ميت باد بابر جهازًا لوحيًا يستخدم الحبر الإلكتروني بدلاً من لوحة LCD أو LED النموذجية، وبالتالي التركيز على قراءة المحتوى الرقمي مع الحفاظ على إمكانات الإنترنت والوسائط المتعددة. بعض أجهزة القراءة الإلكترونية مثل بوكيت بوك إنكباد كولور وأونيكس بوكس نوفا 3 كولور تأتي مزودة بلوحة حبر إلكتروني ملونة ومكبر صوت مما يسمح بدرجة أعلى من استهلاك الوسائط المتعددة وتشغيل الفيديو.
كان كيندل لين من أمازون يقتصر في الأصل على إمكانيات القراءة الإلكترونية؛ ومع ذلك، أضاف تحديث لبرنامج كيندل الثابت الخاص بهم القدرة على تصفح الإنترنت وتشغيل الصوت، مما يسمح لأجهزة كيندل بأن تكون بدائل للأجهزة اللوحية التقليدية، في بعض الحالات، مع لوحة حبر إلكتروني أكثر قابلية للقراءة وعمر بطارية أطول، وتوفر للمستخدم مع إمكانية الوصول إلى إمكانات الوسائط المتعددة الأوسع مقارنة بالطراز الأقدم.

## المعدات

### بنية النظام
تهيمن بنيتان رئيسيتان على سوق الأجهزة اللوحية، بنية ARM الخاصة بشركة ARM Ltd. وإنتل وAMD's x86. يعمل نظام x86 من إنتل، بما في ذلك x86-64، على تشغيل أجهزة الحاسوب "المتوافقة مع IBM" منذ عام 1981 وأجهزة حاسوب ماكنتوش من أبل منذ عام 2006. وقد تم دمج وحدات المعالجة المركزية (CPUs) في أجهزة الحاسوب اللوحية على مر السنين، وتوفر عمومًا أداءً أكبر إلى جانب القدرة على تشغيل الإصدارات الكاملة من مايكروسوفت ويندوز، جنبًا إلى جنب مع تطبيقات ويندوز لسطح المكتب وتطبيقات المؤسسات. تشتمل الأجهزة اللوحية x86 التي لا تعمل بنظام التشغيل ويندوز على جو جو. أعلنت إنتل عن خطط لدخول سوق الأجهزة اللوحية مع أتوم في عام 2010. في أكتوبر 2013، أعلنت عملية مسبك إنتل عن خطط لبناء نوى رباعية قائمة على FPGA لمعالجات ARM وx86.
لقد كانت ARM هي بنية وحدة المعالجة المركزية المفضلة لمصنعي الهواتف الذكية (95% ARM)، وأجهزة المساعد الرقمي الشخصي، والكاميرات الرقمية (80% ARM)، وأجهزة الاستقبال، وأجهزة توجيه DSL، وأجهزة التلفزيون الذكية (70% ARM)، وأجهزة التخزين وأجهزة الحاسوب اللوحية ( 95% أرمينيا).
بدأت هذه الهيمنة مع إطلاق معالج ARM610 الذي يركز على الهاتف المحمول والموفر للطاقة نسبيًا والذي تم تصميمه في الأصل لجهاز أبل نيوتن في عام 1993 والحاسوب المحمول Acorn A4 الذي يستخدم ARM3 في عام 1992. وقد تم اعتماد الشريحة بواسطة بسيون وبالم ونوكيا لأجهزة المساعد الرقمي الشخصي والهواتف الذكية والهواتف المزودة بكاميرات والكاميرات وما إلى ذلك. دعم نموذج ترخيص ARM هذا النجاح من خلال السماح لمصنعي الأجهزة بترخيص وتغيير وتصنيع مشتقات SoC المخصصة المصممة خصيصًا لمنتجاتهم الخاصة. وقد ساعد ذلك الشركات المصنعة على إطالة عمر البطارية وتقليص عدد المكونات جنبًا إلى جنب مع حجم الأجهزة.
وقد ضمنت الجهات المرخصة المتعددة أن العديد من المصنعين يمكنهم توفير منتجات شبه متطابقة، مع تشجيع المنافسة في الأسعار. أدى هذا إلى انخفاض أسعار الوحدات إلى جزء صغير من معادلاتها x86. حظيت البنية تاريخيًا بدعم محدود من مايكروسوفت، مع توفر ويندوز سي إي فقط، ولكن مع إصدار ويندوز 8 لعام 2012، أعلنت مايكروسوفت عن دعم إضافي للهندسة المعمارية، حيث قامت بشحن الحاسوب اللوحي الخاص بها القائم على ARM، والذي يحمل العلامة التجارية مايكروسوفت سارفيس، بالإضافة إلى متغير Intel Core i5 x86-64 يحمل العلامة التجارية مايكروسوفت سارفيس برو. بلغت مبيعات شرائح الحاسوب اللوحي من إنتل مليون وحدة في عام 2012، و12 مليون وحدة في عام 2013. صرح رئيس شركة إنتل أندي براينت أن هدفها لعام 2014 هو مضاعفة مبيعاتها من شرائح الأجهزة اللوحية أربع مرات لتصل إلى 40 مليون وحدة بحلول نهاية ذلك العام. كاستثمار لعام 2015.

### عرض

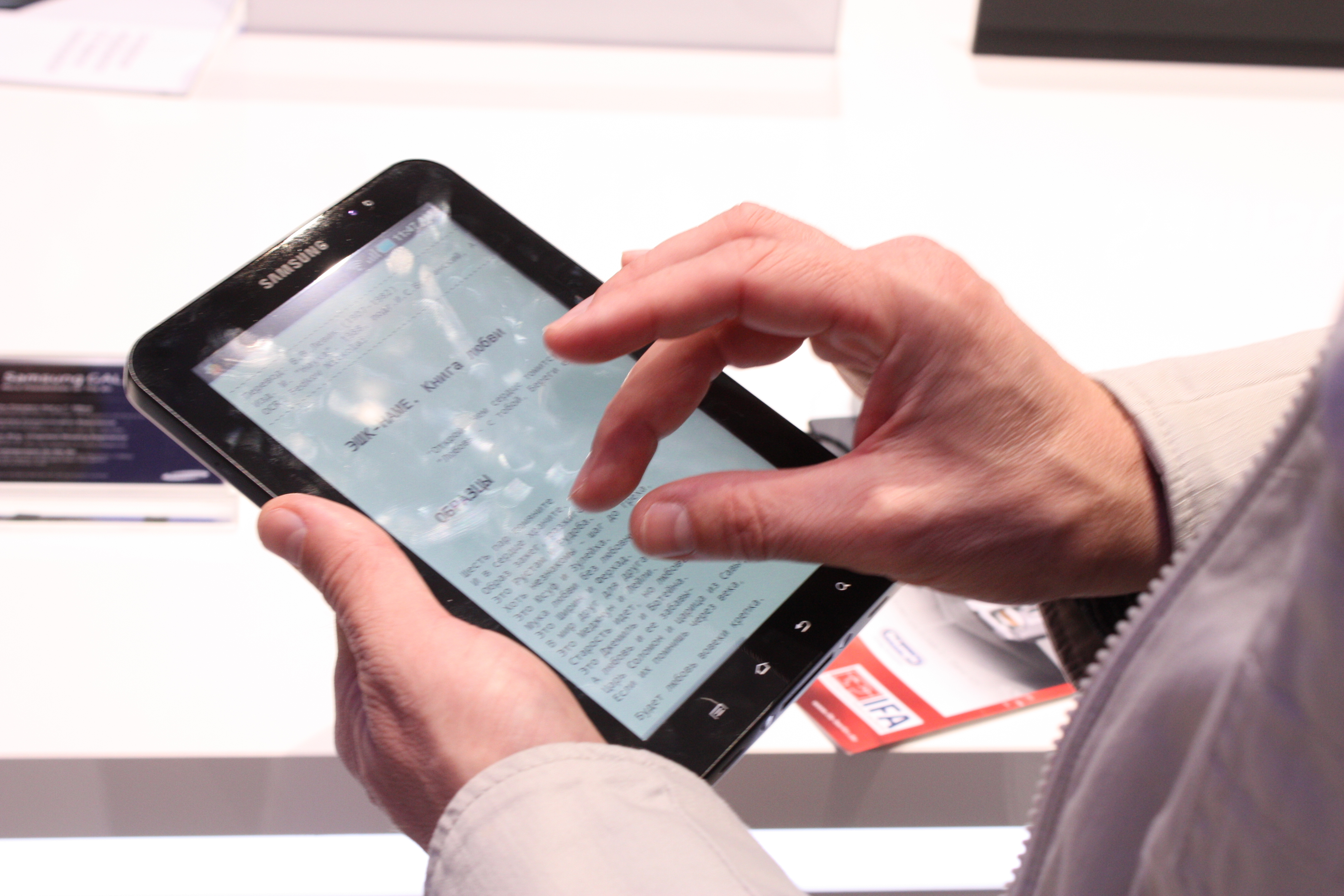
جهاز سامسونج جالاكسي تاب يعرض خاصية اللمس المتعدد

أحد المكونات الرئيسية بين أجهزة الحاسوب اللوحية هو الإدخال باللمس على شاشة تعمل باللمس. يتيح ذلك للمستخدم التنقل بسهولة والكتابة باستخدام لوحة مفاتيح افتراضية على الشاشة أو الضغط على الرموز الأخرى على الشاشة لفتح التطبيقات أو الملفات. أول جهاز لوحي يقوم بذلك كان جريدباد من شركة غريد سيستمز؛ يتميز الجهاز اللوحي بقلم، وهو أداة تشبه القلم للمساعدة في الدقة في جهاز يعمل باللمس بالإضافة إلى لوحة المفاتيح التي تظهر على الشاشة. يجب أن يستجيب النظام لللمسات التي تظهر على الشاشة بدلاً من نقرات لوحة المفاتيح أو الماوس. تستفيد هذه العملية بشكل دقيق من التنسيق بين العين واليد.
عادةً ما تأتي شاشات اللمس بأحد شكلين:
- شاشات اللمس المقاومة سلبية وتستجيب للضغط على الشاشة. إنها تسمح بمستوى عالٍ من الدقة، وهي مفيدة في محاكاة المؤشر (كما هو شائع في أجهزة الحاسوب اللوحية) ولكنها قد تتطلب المعايرة. نظرًا للدقة العالية، غالبًا ما يتم استخدام القلم أو الظفر. تعتبر الأنظمة الموجهة للقلم أقل ملاءمةً باللمس المتعدد.
- تميل شاشات اللمس السعوية إلى أن تكون أقل دقة، ولكنها أكثر استجابة من الأجهزة المقاومة. نظرًا لأنها تتطلب مادة موصلة، مثل طرف الإصبع، للإدخال، فهي ليست شائعة بين الأجهزة الموجهة بالقلم ولكنها بارزة في الأجهزة الاستهلاكية. لا تدعم معظم الشاشات السعوية التي تعمل بالأصابع حاليًا إدخال الضغط (باستثناء آيفون 6 إس والنماذج الأحدث)، لكن بعض الأجهزة اللوحية تستخدم قلمًا حساسًا للضغط أو قلمًا نشطًا.[93]
- يمكن لبعض الأجهزة اللوحية التعرف على راحة اليد الفردية، بينما تستخدم بعض الأجهزة اللوحية الاحترافية أفلامًا حساسة للضغط، مثل تلك الموجودة على أجهزة الحاسوب اللوحية الرسومية. يمكن لبعض شاشات اللمس السعوية اكتشاف حجم المنطقة التي يتم لمسها والضغط المستخدم.[94]

منذ منتصف عام 2010، تستخدم معظم الأجهزة اللوحية شاشات اللمس السعوية ذات اللمس المتعدد، على عكس الأجهزة التي تعمل باللمس المقاومة السابقة والتي كان المستخدمون بحاجة إلى أقلام لتنفيذ المدخلات.
هناك أيضًا أوراق إلكترونية مثل سوني ورق رقمي دي بي تي إس 1 وروماكتبل التي تستخدم الحبر الإلكتروني لتقنية العرض الخاصة بها.

### التعرف على خط اليد

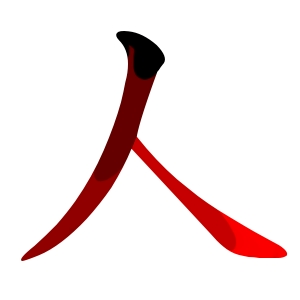
يمكن كتابة الأحرف الصينية مثل هذه التي تعني "شخص" عن طريق التعرف على خط اليد (، الماندرين: rén، الكورية: in، اليابانية: jin، nin؛ hito، الكانتونية: jan4). تحتوي الشخصية على خطين، تظهر الأولى هنا باللون البني، والثانية باللون الأحمر. تمثل المنطقة السوداء موضع البداية لأداة الكتابة.

تدعم العديد من الأجهزة اللوحية القلم ودعم التعرف على خط اليد. توفر الأقلام الرقمية واكوم و إن تريج دقة حوالي 2500 نقطة في البوصة لخط اليد، تتجاوز دقة شاشات اللمس السعية بأكثر من عامل 10 كما الكتابة الصينية/اليابانية/الكورية، بسبب قدرتها المدمجة على "استشعار الضغط". يستخدم الضغط أيضًا في التطبيقات الفنية الرقمية مثل أوتودسك سكيتشبوك. توجد تطبيقات على نظامي التشغيل آي أو إس وأندرويد للتعرف على الكتابة اليدوية، وفي عام 2015 قدمت جوجل مدخلاتها الخاصة بخط اليد مع دعم 82 لغة.

### ميزات أخرى
بعد عام 2007، ومع الوصول إلى الشاشات السعوية ونجاح آيفون، أصبحت ميزات أخرى شائعة، مثل ميزات اللمس المتعدد حيث يمكن للمستخدم لمس الشاشة في أماكن متعددة لبدء الإجراءات وغيرها من ميزات واجهة المستخدم الطبيعية، بالإضافة إلى تخزين الحالة الصلبة لذاكرة الفلاش والتشغيل الفوري "التشغيل" ؛ USB خارجي ولوحات مفاتيح بلوتوث محددة للأجهزة اللوحية.
تستخدم معظم الأجهزة اللوحية التي تم إصدارها منذ منتصف عام 2010 إصدارًا من معالج ARM لإطالة عمر البطارية. تتميز عائلة ARM Cortex بالقوة الكافية للقيام بمهام مثل تصفح الإنترنت والأعمال الإبداعية والإنتاجية الخفيفة وألعاب الهاتف المحمول.
الميزات الأخرى هي: شاشة عالية الوضوح ومضادة للوهج وشاشة تعمل باللمس ووزن أقل وعمر بطارية أطول مقارنة بجهاز حاسوب محمول ذي حجم مماثل ومنطقة محلية لاسلكية واتصال بالإنترنت (عادةً مع معيار واي فاي ونطاق عريض متنقل اختياري) وبلوتوث للاتصال الأجهزة الطرفية والتواصل مع الأجهزة المحلية، ومنافذ التوصيلات السلكية والشحن، على سبيل المثال منافذ USB، وكانت الأجهزة المبكرة تدعم الأشعة تحت الحمراء ويمكن أن تعمل كوحدة تحكم عن بعد للتلفزيون، ومحطة إرساء، ولوحة مفاتيح واتصال إضافي، وذاكرة فلاش مدمجة، ومنافذ قابلة للإزالة التخزين، وخدمات التخزين السحابية المتنوعة للنسخ الاحتياطي ومزامنة البيانات عبر الأجهزة، والتخزين المحلي على شبكة محلية (LAN).
- التعرف على الكلام قدمت جوجل الإدخال الصوتي في أندرويد 2.1 في عام 2009 والإجراءات الصوتية في 2.2 في عام 2010، مع ما يصل إلى خمس لغات (الآن حوالي 40 لغة).[99] تم تقديم سيري كمساعد شخصي على مستوى النظام على آيفون 4 إس في عام 2011 ويدعم الآن ما يقرب من 20 لغة. وفي كلتا الحالتين، يتم إرسال الإدخال الصوتي إلى خوادم مركزية لإجراء التعرف العام على الكلام وبالتالي يتطلب اتصالاً بالشبكة لأكثر من مجرد أوامر بسيطة.
- اتصال قريب المدى مع الأجهزة المتوافقة الأخرى بما في ذلك علامات ISO/IEC 14443 RFID.

## برمجة

### أنظمة تشغيل الأجهزة اللوحية الحالية
تستخدم الأجهزة اللوحية، مثل أجهزة الحاسوب التقليدية، عدة أنظمة تشغيل مختلفة، على الرغم من ندرة التشغيل المزدوج. أنظمة تشغيل الأجهزة اللوحية تأتي في فئتين:
- أنظمة تشغيل أجهزة الحاسوب المكتبية
- أنظمة تشغيل الهواتف المحمولة

أصبحت الأجهزة اللوحية التي تعمل بنظام تشغيل سطح المكتب أكثر سمكًا وأثقل حاليًا. إنها تتطلب مساحة تخزين أكبر ومزيدًا من التبريد وتعطي عمرًا أقل للبطارية. يمكنهم تشغيل التطبيقات الرسومية التي تتطلب معالجًا مكثفًا بالإضافة إلى تطبيقات الهاتف المحمول، كما أن لديهم المزيد من المنافذ.
الأجهزة اللوحية المعتمدة على الهاتف المحمول هي العكس، وتقوم بتشغيل تطبيقات الهاتف المحمول فقط. يمكنهم استخدام عمر البطارية بشكل متحفظ لأن المعالج أصغر بكثير. يتيح ذلك للبطارية أن تدوم لفترة أطول بكثير من أجهزة الحاسوب المحمول الشائعة.
في الربع الأول من عام 2018، استحوذت الأجهزة اللوحية التي تعمل بنظام أندرويد على 62% من السوق، واستحوذ نظام آي أو إس من أبل على 23.4% من السوق، واستحوذ نظام ويندوز 10 على 14.6% من السوق. في أواخر عام 2021، سيبلغ معدل استخدام نظام التشغيل آي أو إس 55% في جميع أنحاء العالم (يختلف حسب القارة، على سبيل المثال أقل من 50% في أمريكا الجنوبية وإفريقيا) ويستخدم نظام أندرويد 45%. ومع ذلك، فإن الأجهزة اللوحية التي تعمل بنظام التشغيل أندرويد تتمتع باستخدام أكثر من نظام التشغيل آي أو إس في جميع البلدان تقريبًا، باستثناء على سبيل المثال. الولايات المتحدة والصين.

### أندرويد
أندرويد هو نظام تشغيل يستند إلى لينكس وتقدمه جوجل كمصدر مفتوح بموجب ترخيص أباتشي. وهو مصمم في المقام الأول للأجهزة المحمولة مثل الهواتف الذكية وأجهزة الحاسوب اللوحية. يدعم أندرويد أنظمة ARM منخفضة التكلفة وغيرها. تم إصدار الأجهزة اللوحية الأولى التي تعمل بنظام أندرويد في عام 2009. البائعين مثل موتورولا ولينوفو تأخر نشر أجهزتهم اللوحية حتى ما بعد عام 2011، عندما تمت إعادة صياغة نظام أندرويد ليشمل المزيد من ميزات الأجهزة اللوحية. يدعم نظام التشغيل أندرويد 3.0 (هوني كومب)، الذي تم إصداره في عام 2011 والإصدارات الأحدث، أحجام شاشات أكبر، وخاصة الأجهزة اللوحية، كما يتمتع بإمكانية الوصول إلى خدمة جوجل بلاي. يتضمن أندرويد نظام التشغيل والبرامج الوسيطة والتطبيقات الرئيسية. ويبيع بائعون آخرون أجهزة لوحية مخصصة تعمل بنظام أندرويد، مثل كيندل فاير ونوك، والتي تُستخدم لاستهلاك محتوى الهاتف المحمول وتوفير متجر التطبيقات الخاص بهم، بدلاً من استخدام نظام جوجل بلاي الأكبر، وبالتالي تجزئة سوق أندرويد. في عام 2022، بدأت جوجل في إعادة التركيز على تطوير الأجهزة اللوحية التي تعمل بنظام التشغيل أندرويد داخليًا، وهو في هذه المرحلة التزام متعدد السنوات.

### أندرويد جو
يتم شحن عدد قليل من أجهزة الحاسوب اللوحية المزودة بنظام أندرويد جو.

### فاير أو إس
كما ذكرنا أعلاه، فإن أمازون فاير إو إس هو نظام تشغيل محمول قائم على نظام أندرويد تم إنتاجه بواسطة أمازون لمجموعة فاير من الأجهزة اللوحية. إنه متشعب من أندرويد. يركز نظام فاير أو إس بشكل أساسي على استهلاك المحتوى، مع واجهة مستخدم مخصصة وروابط قوية بالمحتوى المتوفر من واجهات متاجر أمازون وخدماتها.

### كروم أو إس
ظهرت العديد من الأجهزة التي تعمل بنظام التشغيل كروم أو إس في السوق في الفترة 2017-2019، كأجهزة لوحية، أو كأجهزة 2 في 1 مزودة بشاشة تعمل باللمس ومفصلة بزاوية 360 درجة.

### هارموني أو إس
هارموني أو إس هو نظام تشغيل موزع تم تطويره بواسطة هواوي للتعاون والتواصل مع العديد من الأجهزة الذكية على النظام البيئي لإنترنت الأشياء. في تصميمه الحالي متعدد النواة، يختار نظام التشغيل النواة المناسبة من طبقة التجريد للأجهزة ذات الموارد المتنوعة. بالنسبة لأجهزة إنترنت الأشياء، من المعروف أن النظام يعتمد على رأيت أو إس كيرنل؛ بينما بالنسبة للهواتف الذكية والأجهزة اللوحية، فهو يعتمد على طبقة لينكس كيرنل مع مكتبات AOSP لدعم تطبيقات APK باستخدام ART من خلال Ark Compiler، بالإضافة إلى تطبيقات هارموني أو إس الأصلية المبنية عبر DevEco Studio IDE.

### آي باد أو إس
يعمل آي باد بنظام التشغيل آي باد أو إس. قبل طرح آي باد أو إس في عام 2019، كان آي باد يعمل بنظام التشغيل آي أو إس، الذي تم إنشاؤه لجهاز آيفون وآي بود تاتش. تم إصدار أول جهاز آي باد في عام 2010. على الرغم من أنه مبني على نفس تنفيذ يونكس الأساسي مثل ماك أو إس، فإن واجهة المستخدم الخاصة به مختلفة تمامًا. تم تصميم آي باد أو إس لإدخال اللمس من أصابع المستخدم ولا يحتوي على أي من الميزات التي تتطلب قلمًا في الأجهزة اللوحية السابقة. قدمت أبل إيماءات اللمس المتعدد، مثل تحريك إصبعين بعيدًا أو معًا للتكبير أو التصغير، والتي تسمى أيضًا الضغط للتكبير. تم تصميم آي باد أو إس وآي أو إس لهندسة ARM.